# Bathypterois guentheri
Bathypterois guentheri es una especie de pez del género Bathypterois, familia Ipnopidae. Fue descrita científicamente por Alcock en 1889.
Se distribuye por el Pacífico Indo-Occidental: frente a la costa este de África, el noreste del Océano Índico y el sur de Japón. La longitud estándar (SL) es de 26 centímetros. Puede alcanzar los 1500  metros de profundidad.
Está clasificada como una especie marina inofensiva para el ser humano.